# Crocidura grandis
Crocidura grandis là một loài động vật có vú trong họ Chuột chù, bộ Soricomorpha. Loài này được Miller mô tả năm 1911. Chúng là loài đặc hữu của Philippin.

## Hình ảnh

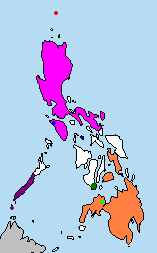